# Safe as Milk
Safe as Milk je debutové album amerického hudebníka Captaina Beefhearta & His Magic Band, vydané v roce 1967 společností Buddah Records. Nahráno bylo ve studiu RCA v Los Angeles a produkovali jej Richard Perry a Bob Krasnow. Je zařazeno v knize 1001 alb, která musíte slyšet, než umřete.

## Seznam skladeb
| Strana 1 | Strana 1               | Strana 1                                      | Strana 1 |
| Pořadí   | Název                  | Autor                                         | Délka    |
| -------- | ---------------------- | --------------------------------------------- | -------- |
| 1.       | Sure 'Nuff 'n Yes I Do | Don Van Vliet, Herb Bermann                   | 2:15     |
| 2.       | Zig Zag Wanderer       | Van Vliet, Bermann                            | 2:40     |
| 3.       | Call On Me             | Van Vliet (podle jiných zdrojů Vic Mortensen) | 2:37     |
| 4.       | Dropout Boogie         | Van Vliet, Bermann                            | 2:32     |
| 5.       | I'm Glad               | Van Vliet                                     | 3:31     |
| 6.       | Electricity            | Van Vliet, Bermann                            | 3:07     |

| Strana 2 | Strana 2            | Strana 2                          | Strana 2 |
| Pořadí   | Název               | Autor                             | Délka    |
| -------- | ------------------- | --------------------------------- | -------- |
| 7.       | Yellow Brick Road   | Van Vliet, Bermann                | 2:28     |
| 8.       | Abba Zaba           | Van Vliet                         | 2:44     |
| 9.       | Plastic Factory     | Van Vliet, Bermann, Jerry Handley | 3:08     |
| 10.      | Where There's Woman | Van Vliet, Bermann                | 2:09     |
| 11.      | Grown So Ugly       | Robert Pete Williams              | 2:27     |
| 12.      | Autumn's Child      | Van Vliet, Bermann                | 4:02     |

| Bonusy na CD (1999) | Bonusy na CD (1999)   | Bonusy na CD (1999) | Bonusy na CD (1999) |
| Pořadí              | Název                 | Autor               | Délka               |
| ------------------- | --------------------- | ------------------- | ------------------- |
| 13.                 | Safe as Milk (Take 5) | Van Vliet           | 4:13                |
| 14.                 | On Tomorrow           | Van Vliet           | 6:56                |
| 15.                 | Big Black Baby Shoes  | Van Vliet           | 4:50                |
| 16.                 | Flower Pot            | Van Vliet           | 3:55                |
| 17.                 | Dirty Blue Gene       | Van Vliet           | 2:43                |
| 18.                 | Trust Us (Take 9)     | Van Vliet           | 7:22                |
| 19.                 | Korn Ring Finger      | Van Vliet           | 7:26                |

## Sestava

### The Magic Band
- Don Van Vliet – zpěv, harmonika, marimba, aranžmá
- Alex St. Clair Snouffer – kytara, baskytara, doprovodný zpěv
- Jerry Handley – baskytara, doprovodný zpěv
- John French – bicí, doprovodný zpěv
- Ry Cooder – kytara, slide kytara, baskytara

### Hosté
- Samuel Hoffman – theremin
- Milt Holland – tamburína
- Taj Mahal – tamburína
- Russ Titelman – kytara